# Kinesisk riddarsporre
Kinesisk riddarsporre (Delphinium grandiflorum) är en ranunkelväxtart som beskrevs av Carl von Linné. Kinesisk riddarsporre ingår i släktet storriddarsporrar, och familjen ranunkelväxter.

## Underarter
Arten delas in i följande underarter:
- D. g. deinocarpum
- D. g. fangshanense
- D. g. gilgianum
- D. g. leiocarpum
- D. g. mosoynense